# Acigné
Acigné is een gemeente in het Franse departement Ille-et-Vilaine in de regio Bretagne. De plaats maakt deel uit van het arrondissement Rennes. Acigné telde op 1 januari 2022 6.911 inwoners.

## Geografie
De oppervlakte van Acigné bedroeg op 1 januari 2022 29,55 vierkante kilometer; de bevolkingsdichtheid was toen 233,9 inwoners per km².

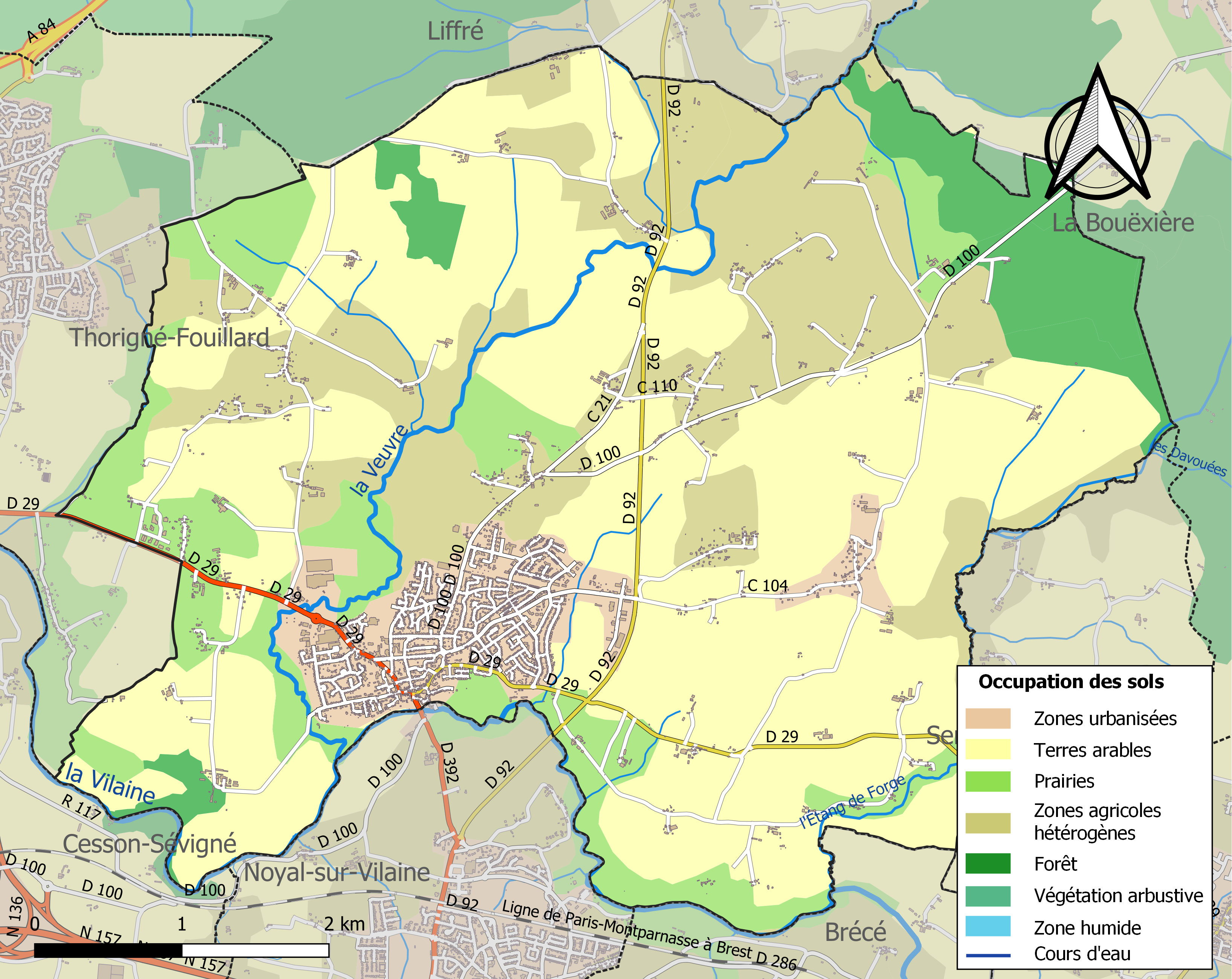
Kaart van de gemeente met belangrijkste infrastructuur, bodemgebruik en omliggende gemeenten

## Verkeer
De spoorweghalte Noyal-Acigné ligt op het grondgebied van de aanpalende gemeente Noyal-sur-Vilaine.

## Demografie
Onderstaande figuur toont het verloop van het inwonertal, bron: INSEE-tellingen. 